# Liste de ponts du Zimbabwe
Cet article a pour objet de présenter une liste de ponts remarquables du Zimbabwe, tant par leurs caractéristiques dimensionnelles, que par leur intérêt architectural ou historique. 

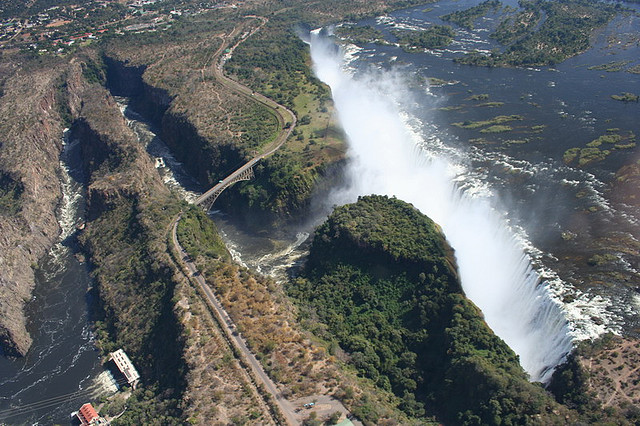
Le pont des chutes Victoria au côté des chutes inscrites au patrimoine mondial de l'UNESCO

La catégorie lien donne la classification de l'ouvrage parmi ceux présentés et propose un lien vers la fiche technique du pont sur le site Structurae, base de données et galerie internationale d'ouvrages d'art. La liste peut être triée selon les différentes entrées du tableau pour voir ainsi les ponts en arc ou les ouvrages les plus récents par exemple.
Les colonnes portée et longueur, exprimées en mètres indiquent respectivement la distance entre les pylônes de la travée principale et la longueur totale de l'ouvrage, viaducs d'accès compris.

## Grands ponts
Ce tableau présente les ouvrages ayant des portées supérieures à 100 m (liste non exhaustive).
|  |   | Nom                      | Portée | Long. | Type                       | Voie portée Voie franchie | Date | Localisation                                                | État                              | Ref.  |
|  | - | ------------------------ | ------ | ----- | -------------------------- | ------------------------- | ---- | ----------------------------------------------------------- | --------------------------------- | ----- |
|  | 1 | Pont de Birchenough      | 329    | 378   | Pont en arc                | A9 Sabi                   | 1935 | Chipinge 19° 57′ 43,4″ S, 32° 20′ 39,5″ E                   | Manicaland                        |       |
|  | 2 | Pont Otto Beit           | 328    | 369   | Pont suspendu              | A1 Zambèze                | 1939 | Chirundu Chirundu (Zambie) 16° 02′ 16,8″ S, 28° 51′ 07,8″ E | Mashonaland occidental Zambie     |       |
|  | 3 | Pont de Chirundu         | 160    | 400   | Pont en béton précontraint | A1 Zambèze                | 2002 | Chirundu Chirundu (Zambie) 16° 02′ 19,4″ S, 28° 51′ 05,5″ E | Mashonaland occidental Zambie     | [ 2 ] |
|  | 4 | Pont des chutes Victoria | 156    | 198   | Pont en arc                | A8 Zambèze                | 1905 | Victoria Falls Livingstone 17° 55′ 42,3″ S, 25° 51′ 26,1″ E | Matabeleland septentrional Zambie | [ 3 ] |